# Kohorta (statistika)
Kohorta (lat. cohors - skupina, mnoštvo) je svaka skupina pojedinaca sa zajedničkom osobinom.
U demografiji označava skupinu pojedinaca rođenih iste godine ili unutar nekog višegodišnjeg vremenskog razdoblja. Kohortama se nazivaju i dobne skupine unutar dobno-spolnog odnosa stanovništva ili skupine unutar najjednostavnije podjele stanovništva na mlado, zrelo i staro stanovništvo. Osim dobi i spola, u kohorte se pojedince može svrstavati i prema zajedničkim etničkim, vjerskim, društvenim ili bilo kojim drugim obilježjima.
U oglašavanju se kohortama opisuju skupine potrošača s istim ukusima, željama, potrebama ili jednakom platežnom moći.